# California Quadrangle
California Quadrangle  es un edificio histórico ubicado dentro del Parque Balboa en San Diego en el condado de San Diego y el estado estadounidense de California. California Quadrangle se encuentra inscrito  en el Registro Nacional de Lugares Históricos desde el 17 de mayo de 1974. Goodhue, Bertram Grosvenor, Winslow y Carleton Monroe diseñaron la torre California Quadrangle.